# Markus Ganahl
Markus Ganahl (* 12. Februar 1975 in Vaduz) ist ein ehemaliger Skirennläufer aus Liechtenstein. Der Slalomspezialist war von 1998 bis 2004 im Alpinen Skiweltcup aktiv.

## Biografie
Erstmals Weltcuppunkte gewann der gelernte Zimmermann am 21. Dezember 1999 mit Rang 24 im Slalom von Kranjska Gora. Seine stärksten Saisonen waren 2000/01 und 2001/02, als er einige Platzierungen unter den besten Fünfzehn erreichte – darunter auch sein bestes Weltcupergebnis, ein 12. Platz im Slalom von Shigakogen. Den Weltcup 2001/2002 beendete er schliesslich als guter 28. in der Slalom-Disziplinenwertung. Ausserdem versuchte er sich im Riesenslalom, erreichte jedoch nie das Finale der besten 30 Läufer.
An die guten Leistungen konnte er jedoch nicht mehr anschliessen, es folgten etliche Ausfälle und Nichtqualifikationen. Nach der Saison 2003/2004 beendete Markus Ganahl seine aktive Skikarriere.
Ganahl nahm an drei Skiweltmeisterschaften (Vail 1999, St. Anton 2001 und St. Moritz 2003) sowie an den Olympischen Spielen 2002 in Salt Lake City teil. Bei den Olympischen Spielen erreichte er den 30. Platz im Riesenslalom, seine beste Platzierung bei einer WM war Rang 20 im Slalom von St. Anton am Arlberg 2001.